# 线片乌蕨
线片乌蕨（学名：Stenoloma eberhardtii）为陵齿蕨科乌蕨属下的一个种。产中国海南岛（五指山）。越南也有。生溪边林下，为一特殊的种。